# Waterstoffluoride
Waterstoffluoride, fluorwaterstofzuur of vloeizuur is een zeer corrosief zuur met als brutoformule HF. Wanneer waterstoffluoride in water oplost, wordt de oplossing fluorzuur genoemd.
In tegenstelling tot de andere waterstofhalogeniden is waterstoffluoride een zwak zuur. Dit heeft te maken met het feit dat HF-moleculen waterstofbruggen vormen, waardoor ze in lange ketens aan elkaar geregen worden. In hogere concentraties bemoeilijkt dit proces de ionisatie.
Bij nog hogere concentraties vormen fluoride-ionen met intacte HF-moleculen bifluoride-ionen ({\displaystyle {\ce {HF2^-}}}), die zeer stabiel zijn en een ongewoon sterke waterstofbinding vertonen. Hierdoor gedraagt waterstoffluoride zich bij hogere concentraties meer als een sterk zuur.

## Synthese
Industrieel wordt het zuur bereid door reactie van calciumfluoride met geconcentreerd zwavelzuur:
{\displaystyle {\ce {CaF2 + H2SO4 -> 2 HF + CaSO4}}}

## Gebruik
In geconcentreerde oplossingen van waterstoffluoride kan vrijwel ieder anorganisch oxide worden opgelost. De oplosbaarheid van de oxiden kan toegeschreven worden aan het feit dat zowel het anion {\displaystyle {\ce {O^{2-}}}} (dat met de {\displaystyle {\ce {H+}}}-ionen meteen in water wordt omgezet) als het kation (dat met de {\displaystyle {\ce {F^{-}}}}-ionen naar een polyfluorcomplex reageert) van het oxide niet vrij in de oplossing voorkomen. Het oplosbaarheidsproduct wordt daardoor niet overschreden. Waterstoffluoride wordt daarom veel toegepast:
- als etsmiddel in de glasindustrie (het reageert met glas – het is het enige middel waarmee borosilicaatglas kan worden afgebroken – en kan er dus niet in bewaard worden)
- in de halfgeleiderindustrie
- om aluminium en uranium te zuiveren
- als uitgangsproduct voor fluoridehoudende stoffen (teflon, cfk's)
- als oplosmiddel van oxiden aan de oppervlakte van vliegtuigturbineonderdelen (voornamelijk nikkel-chroom, NiCr) om onder andere daarmee de kwaliteit van latere soldeerprocessen te verbeteren of coatings te strippen
- als oplosmiddel in laboratoria om verschillende stoffen in oplossing te houden[6]

In verdunde oplossingen van waterstoffluoride wordt het veelal gebruikt als velgenreiniger.
Vloeibaar watervrij waterstoffluoride wordt als katalysator gebruikt in olieraffinaderijen tijdens de productie van hoogoctaanbenzine vanuit de C4-fractie.
In de organische synthese wordt het soms gebruikt bij het maken van organische fluorverbindingen. Ook anorganische fluorzouten kunnen ermee bereid worden.

## Toxicologie en veiligheid
Hoewel het mogelijk is met deze stoffen op verantwoorde wijze om te gaan (en er op industriële schaal vloeibaar fluor wordt vervoerd) vergt dat training en degelijke veiligheidsprocedures.  Het geconcentreerde zuur penetreert gemakkelijk door zowel latex als nitril handschoenen. Als bescherming ten opzichte van geconcentreerde oplossingen (tot 60%) worden handschoenen van neopreen, butyl of viton aanbevolen, als bescherming tegen hogere concentraties enkel butyl of viton.
Fluorzuur vreet bij contact met de huid door tot op het bot, zonder dat onmiddellijk pijn wordt gevoeld (vergelijkbaar met fenol). De pijn begint pas wanneer het eigenlijk al te laat is voor een goede behandeling. Blootstelling aan lage concentraties van waterstoffluoride gedurende een lange periode kan leiden tot accumulatie van fluoriden in de beenderen (fluorose). Bij vermoeden van contact moet onmiddellijk medische hulp worden ingeroepen. De geïntoxiceerde wordt behandeld met calciumgluconaat in een gel of infuus.

## Grenswaarden
De reukgrens ligt op 0,3  ppm. De arbeidshygiënisch aanvaarde grenswaarde bedraagt 1,8 ppm. Vanaf blootstelling aan 100 ppm gedurende 1 minuut treedt irritatie van de ogen, huid en ademhaling op. Een blootstelling aan 8000 ppm is onmiddellijk dodelijk.
Watervrij waterstoffluoride en in een waterige oplossing van meer dan 7% is zeer  toxisch. Concentraties tussen 1% en 7% HF worden als toxisch beschouwd.